# Mike Blagrove
Mike Blagrove (eigentlich Michael Thomas Blagrove; * 14. März 1934; † 2016) war ein britischer Mittelstreckenläufer, der sich auf die 1500-Meter-Distanz spezialisiert hatte.
1958 wurde er bei den British Empire and Commonwealth Games in Cardiff für England startend Siebter im Meilenlauf und schied bei den Leichtathletik-Europameisterschaften in Stockholm über 1500 m im Vorlauf aus.

## Persönliche Bestzeiten
- 1500 m: 3:42,2 min, 14. September 1958, Colombes
- 1 Meile: 4:00,0 min, 3. September 1958, London